# Gabiene
Gabiene o Gabiana (en grec antic Γαβιηνή) era un districte o eparquia d'Elimaida a la satrapia de Susiana. L'Elimaida estava dividida en tres districtes. Els altres eren la Mesabàtica i la Corbiana. Segons Estrabó la Gabiene era en direcció a Susa.
A les guerres dels diàdocs, Antígon el borni va intentar derrotar en aquesta regió a Èumenes de Cardia que hi era passant l'hivern, però no ho va aconseguir, i encara els homes a les ordres d'Èumenes van guanyar l'anomenada batalla de Gabiene, però al final Èumenes va ser traït i entregat pels seus propis homes a canvi dels ostatges fets per Antígon.